# Nécropole de Poggio Renzo

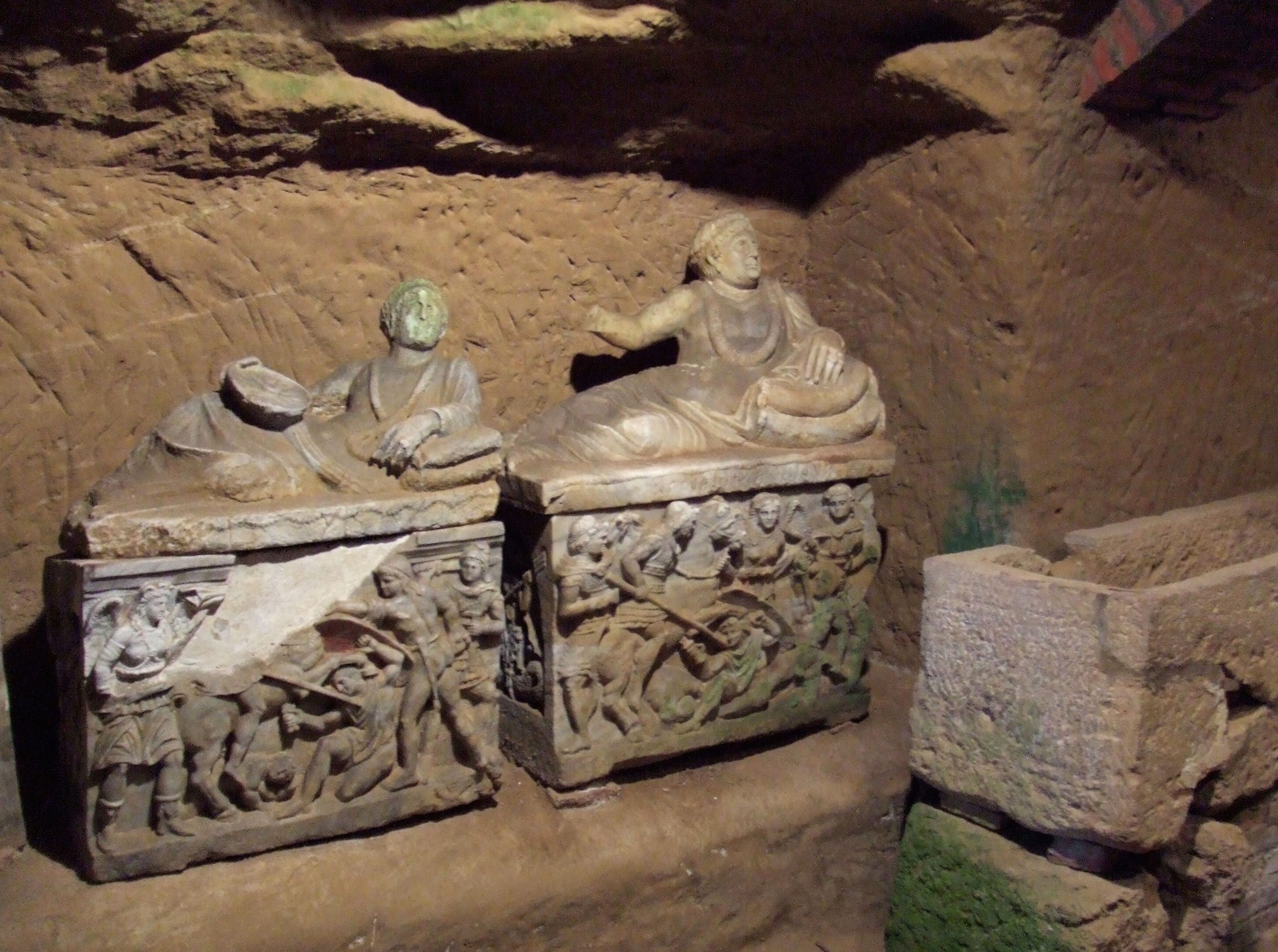
Sarcophages en albâtre de la chambre principale de la Tomba della Pellegrina.

La Nécropole de Poggio Renzo  (italien : necropoli di Poggio Renzo ) est une nécropole étrusque proche de la ville de Chiusi, dans la province de Sienne, en Toscane, à la limite de l'Ombrie, en Italie. 

## Historique
La plupart de ces tombes ont été découvertes et fouillées au XIXe siècle, après avoir été en grande partie pillées et dégradées par les tombaroli au cours des siècles passés.

## Chronologie
Les tombes a camera du site de la nécropole de Poggio Renzo concernent la période de la pratique de l'incinération seule (en usage tardif à Chiusi).
Le site comporte des tombes de la Période orientalisante étrusque et de la Période archaïque étrusque, dont la majorité datent de la première moitié du VIe siècle av. J.-C. Une des plus anciennes est la Tomba di Stile Orientalizzante (600 av. J.-C.), où était encore pratiquée la méthode du jet de couleur sur les parois en tuf volcanique, après le traçage préparatoire des sujets.

## Description
Si le site permet d'admirer les tombes in situ, le mobilier funéraire qu'elles contenaient est conservé en partie au Musée archéologique national de Chiusi, province de Sienne, ou à Florence.
Seule la Tomba della Pellegrina comporte des sarcophages, posés et ouverts, dans la situation des visites des pilleurs de tombes.
Si la qualité des fresques a pu donner des informations fondamentales sur les rites étrusques, elles ont disparu aujourd'hui.

## Visites
Les tombes du site de la nécropole de Poggio Renzo visitables, après passage au musée de Chiusi, sont celles de  la Tomba del Leone et  de la Tomba della Pellegrina.

## Liste des principales tombes
- Tomba del Granduca
- Tomba di Stile Orientalizzante
- Tomba della Pellegrina
- Tomba della Scimmia
- Tomba del Leone
- Tomba dell'Iscrizione